# Nati nel 1357
| Questa pagina contiene informazioni ricavate automaticamente dalle voci biografiche con l'ausilio del template Bio e di un bot. L'aggiornamento è periodico e automatico e ricostruisce completamente la pagina. Se manca una persona in questa lista, sei pregato di non aggiungerla, ma accertati piuttosto che la sua voce biografica contenga il template Bio e che i dati anagrafici siano correttamente compilati. Se il template Bio manca, inseriscilo tu stesso o, in alternativa, metti l'avviso {{tmp\|Bio}} che ne segnala la mancanza. Se i dati riportati sono sbagliati, correggi direttamente la voce biografica; le modifiche saranno visibili in questa lista entro pochi giorni. Per chiarimenti vedi il progetto biografie. La lista contiene solo le 10 persone che sono citate nell'enciclopedia e per le quali è stato implementato correttamente il template Bio. Pagina aggiornata al 26 apr 2025. |

- 6 aprile - Anna di Trebisonda, regina georgiana († 1406)
- 11 aprile - Giovanni I del Portogallo, re portoghese († 1433)
- 18 luglio - Jeongjong di Joseon, re coreano († 1419)
- Angelina di Marsciano, religiosa italiana († 1435)
- Bittino da Faenza, pittore italiano
- Ruy López Dávalos, politico e militare spagnolo († 1428)
- Pietro II di Cipro, re († 1382)
- Samsenthai, sovrano laotiano († 1416)
- Davide Stewart, conte di Strathearn, nobile scozzese († 1386)
- Tsongkhapa, monaco buddhista tibetano († 1419)